# Maxillaria tenuifolia
Maxillaria tenuifolia (tiếng Anh: Delicate-leafed Maxillaria hay Coconut Pie Orchid) là một loài lan phân bố trải dài từ México đến Nicaragua, hoặc đến Costa Rica. Loài cây này dễ phát triển khi có độ ẩm, không khí, ánh sáng thích hợp.

## Hình ảnh

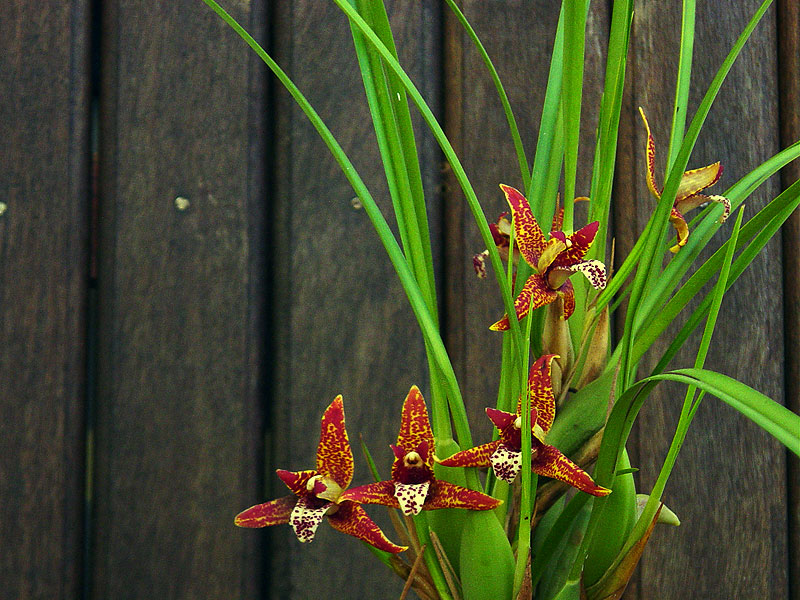
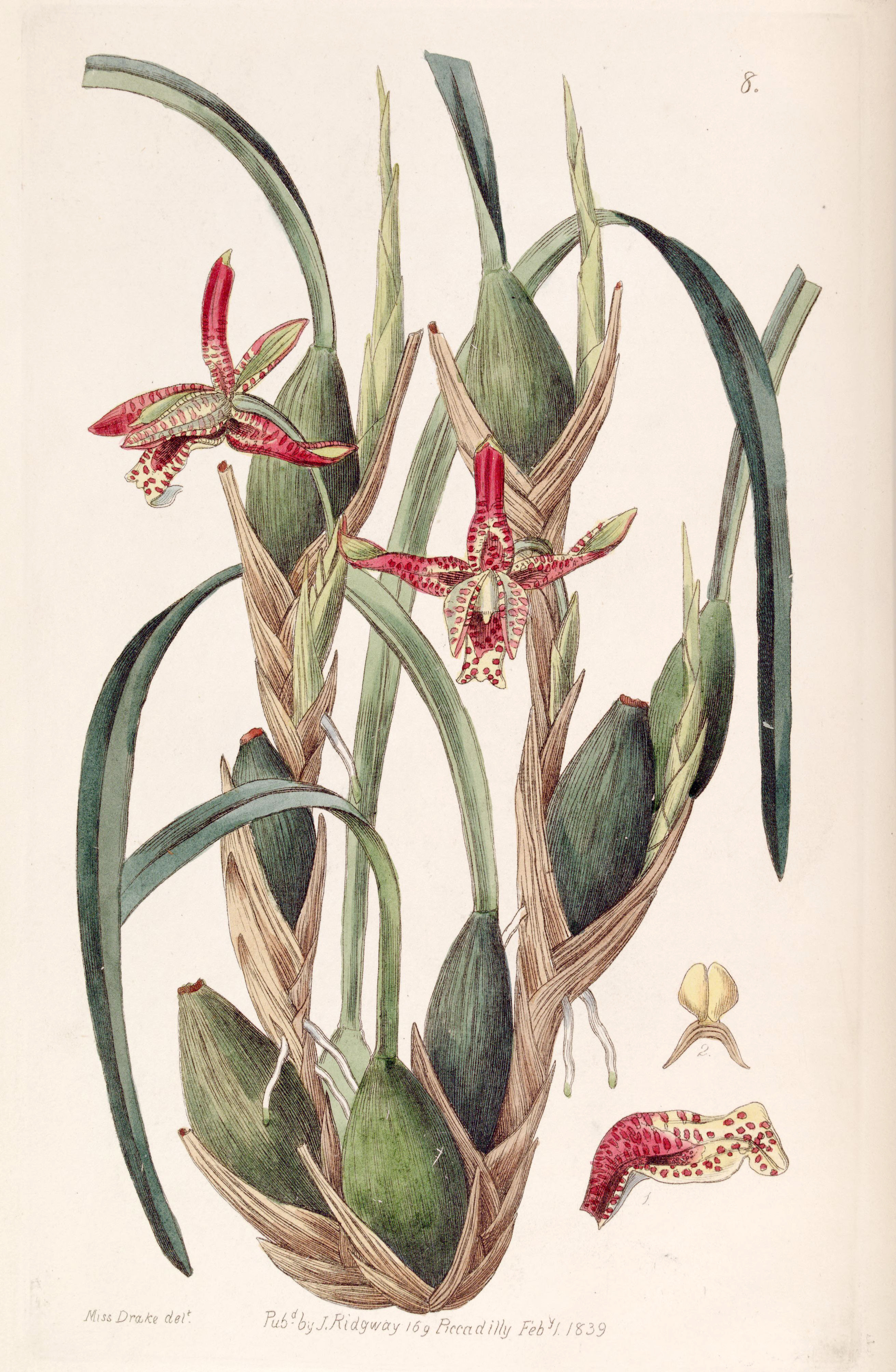
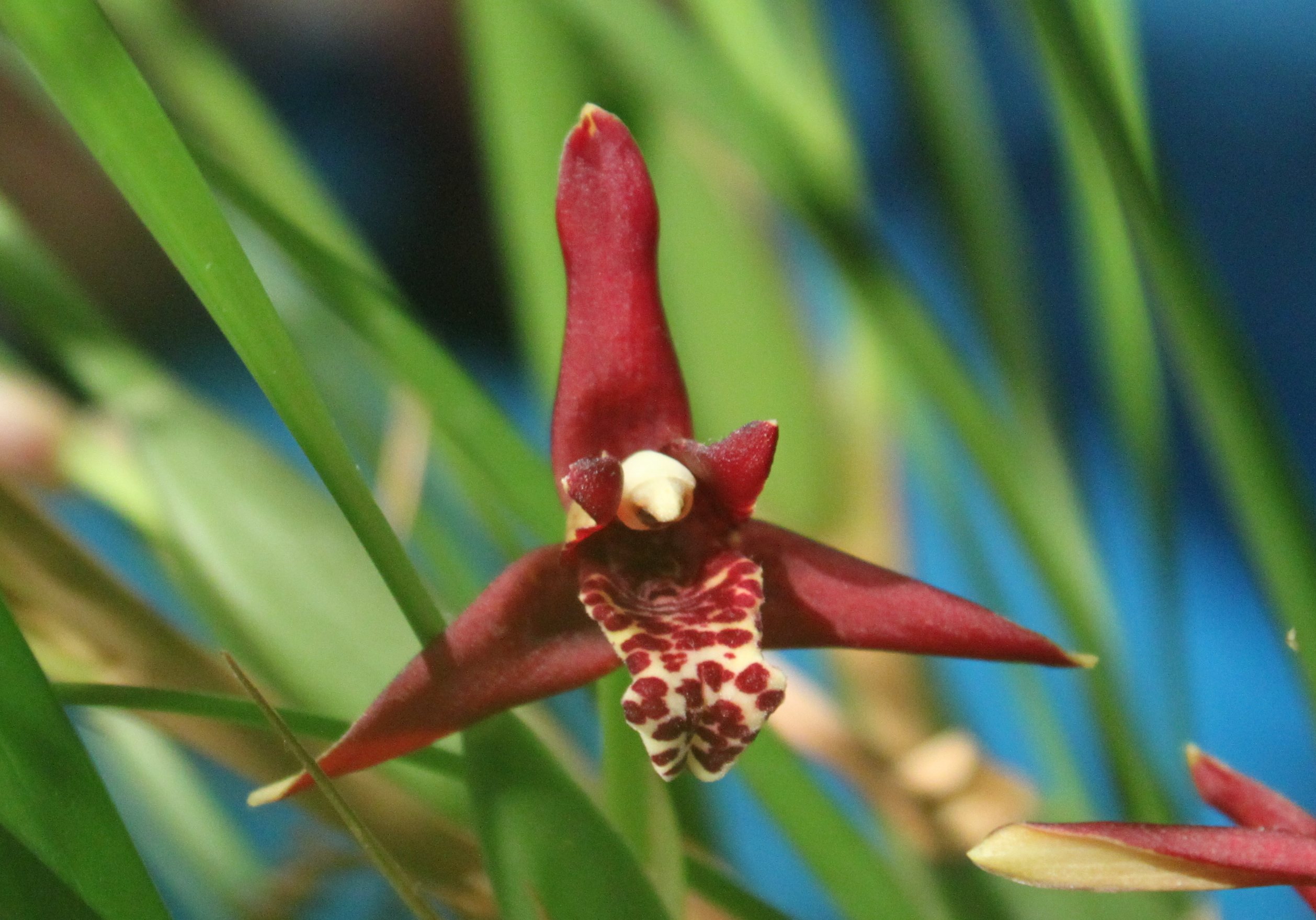
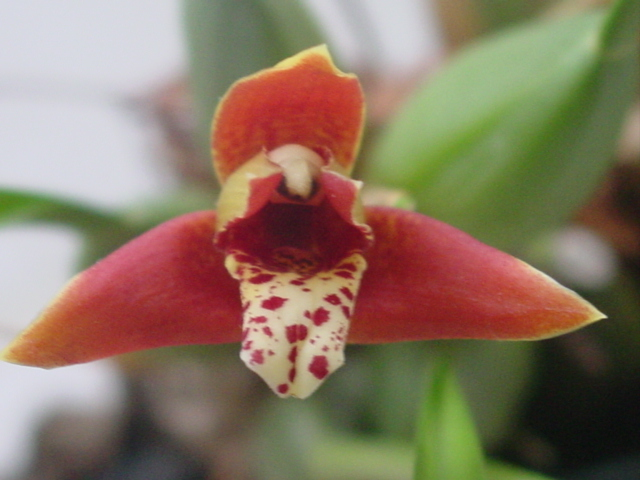